# Dismorphia lycosura
Dismorphia lycosura är en fjärilsart som först beskrevs av William Chapman Hewitson 1860.  Dismorphia lycosura ingår i släktet Dismorphia och familjen vitfjärilar. Inga underarter finns listade i Catalogue of Life.

## Bildgalleri

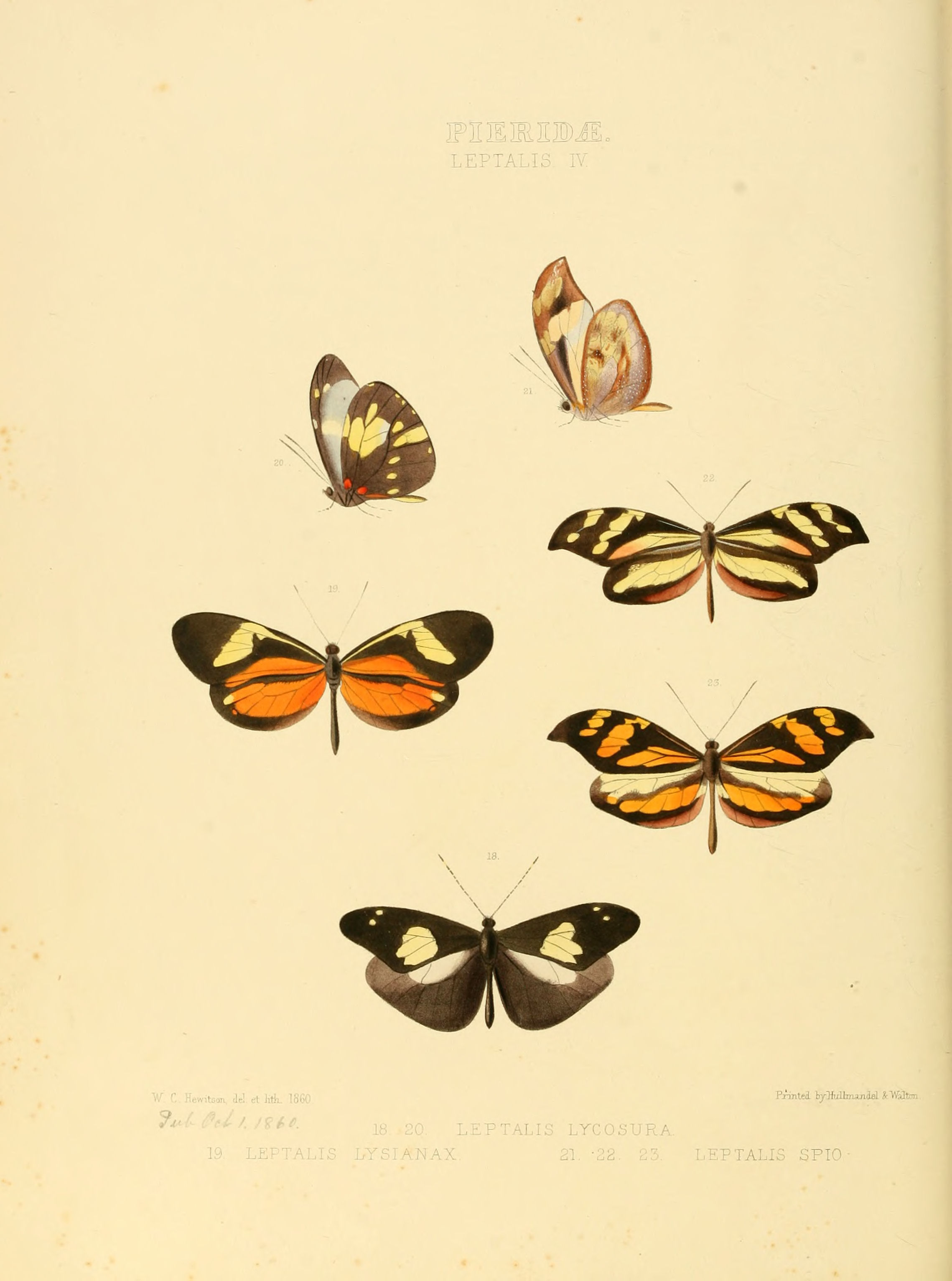